# Harelbeke
Harelbeke [ˈhaːrəlbeːkə] est une ville néerlandophone de Belgique située en Région flamande dans la province de Flandre-Occidentale.

## Géographie
La commune de Harelbeke est composée de trois sections : Harelbeke-centre, Bavikhove et Hulste. Harelbeke-centre se trouve en grande partie sur la rive droite de la Lys. Le territoire est essentiellement urbanisé et est relié à l'agglomération de Courtrai par les constructions situées le long de la rivière et la route de Courtrai à Gand. Au sud du centre, le long du canal Bossuit-Courtrai, se trouve le hameau de Stasegem (IV), séparé de Harelbeke par la zone industrielle de Harelbeke-Stasegem et par l'espace naturel des Gavers. Les sections de Bavikhove et Hulste se trouvent au nord, sur l'autre rive de la Lys.

### Carte

Les sections et localités voisines. Les zones en jaune sont les surfaces bâties.

### Sections de la commune
| # | Section        | Superf. (km²) | Habitants (2020) | Habitants par km² | Code INS |
| - | -------------- | ------------- | ---------------- | ----------------- | -------- |
| 1 | Harelbeke (I)  | 14,79         | 21.455           | 1.451             | 34013A   |
| 2 | Bavikhove (II) | 6,68          | 3.739            | 560               | 34013B   |
| 3 | Hulste (III)   | 7,93          | 3.293            | 415               | 34013C   |

### Communes limitrophes
- a. Courtrai (ville de Courtrai)
- b. Kuurne (commune de Kuurne)
- c. Lendelede (commune de Lendelede)
- d. Ingelmunster (commune d'Ingelmunster)
- e. Oostrozebeke (commune d'Oostrozebeke)
- f. Ooigem (commune de Wielsbeke)
- g. Beveren (ville de Waregem)
- h. Deerlijk (commune de Deerlijk)
- i. Zwevegem (commune de Zwevegem)

## Héraldique
|  | La ville possède des armoiries qui lui ont été octroyées le 25 juin 1823, confirmées le 25 mai 1838 et modifiées en leur forme actuelle le 2 février 1981. Elles sont inspirées par celles de Jan van Harelbeke, seigneur de Lembeke et quelques autres domaines, datant de 1365. La famille a reçu plus tard le droit de modifier leur forme en armoiries de Constantinople. Le plus vieux sceau de la ville date de 1436 et montre une croix avec 4 balles dans chacun des quartiers, chacun avec une croix plus petite. Cette composition est dérivée des armoiries de Constantinople. La même composition se retrouve dans un sceau de 1789 mais quelques autres sceaux du XVe au XVIIe siècle montrent les balles sans croix. On ne sait pas pourquoi la ville a adopté les plus vieilles armoiries en 1815 mais les armoiries ont été octroyées par le gouvernement hollandais et confirmées après l'indépendance de la Belgique en 1830. Blasonnement : D'argent à un chevron de gueules. L'écu sommé d'une couronne murale d'or à cinq tours. Source du blasonnement : Heraldy of the World. |

## Démographie

### Évolution démographique: Avant la fusion des communes
- Sources : INS, Rem. : 1831 jusqu'en 1970 = recensements, 1976 = nombre d'habitants au 31 décembre[4].

### Évolution démographique: Commune fusionnée
En tenant compte des anciennes communes entraînées dans la fusion de communes de 1977, on peut dresser l'évolution suivante:
- Source: DGS , de 1831 à 1981=recensements population; à partir de 1990 = nombre d'habitants chaque 1 janvier[5]

## Histoire
- 23 juin 1791 : Combat d'Harelbeke

## Personnalités liées à la commune
- Andreas Pevernage.
- Peter Benoit.
- Georges Waelkens (1908-1998), coureur cycliste.
- Jan Bucquoy.
- Lydéric de Flandre, comte de Harelbeke (750-808).

## Lieux et monuments
- Cimetière militaire britannique de Harelbeke

## Économie
- Agristo, entreprise agroalimentaire de la pomme de terre

## Transports
- Gare de Harelbeke

## Sport
Le Grand Prix E3 est une course cycliste sur route masculine ayant Harelbeke pour lieu de départ et d'arrivée. Créé en 1958, il fait partie du calendrier de l'UCI World Tour depuis 2012.
Le KRC Harelbeke est un ancien club de football de Harelbeke, qui a évolué en première division de 1995 à 2001. Il a été dissout en 2002 en raison de difficultés financières.
Les deux clubs de football actifs de la commune sont le Sporting West Harelbeke et le SW Ladies Harelbeke (femmes).

## Source
- (nl) Cet article est partiellement ou en totalité issu de l’article de Wikipédia en néerlandais intitulé « Harelbeke » (voir la liste des auteurs).

## Galerie

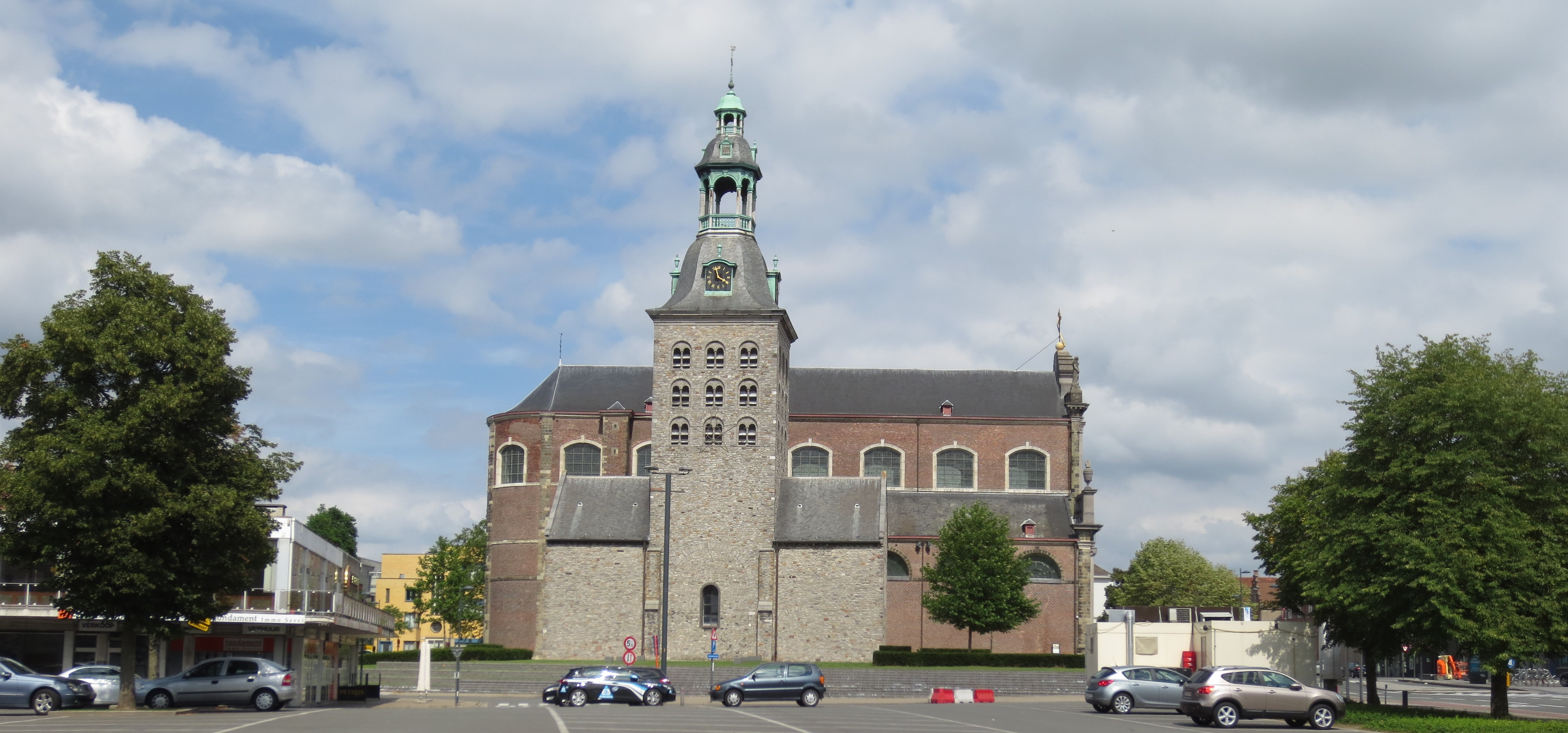
Église Saint-Sauveur.
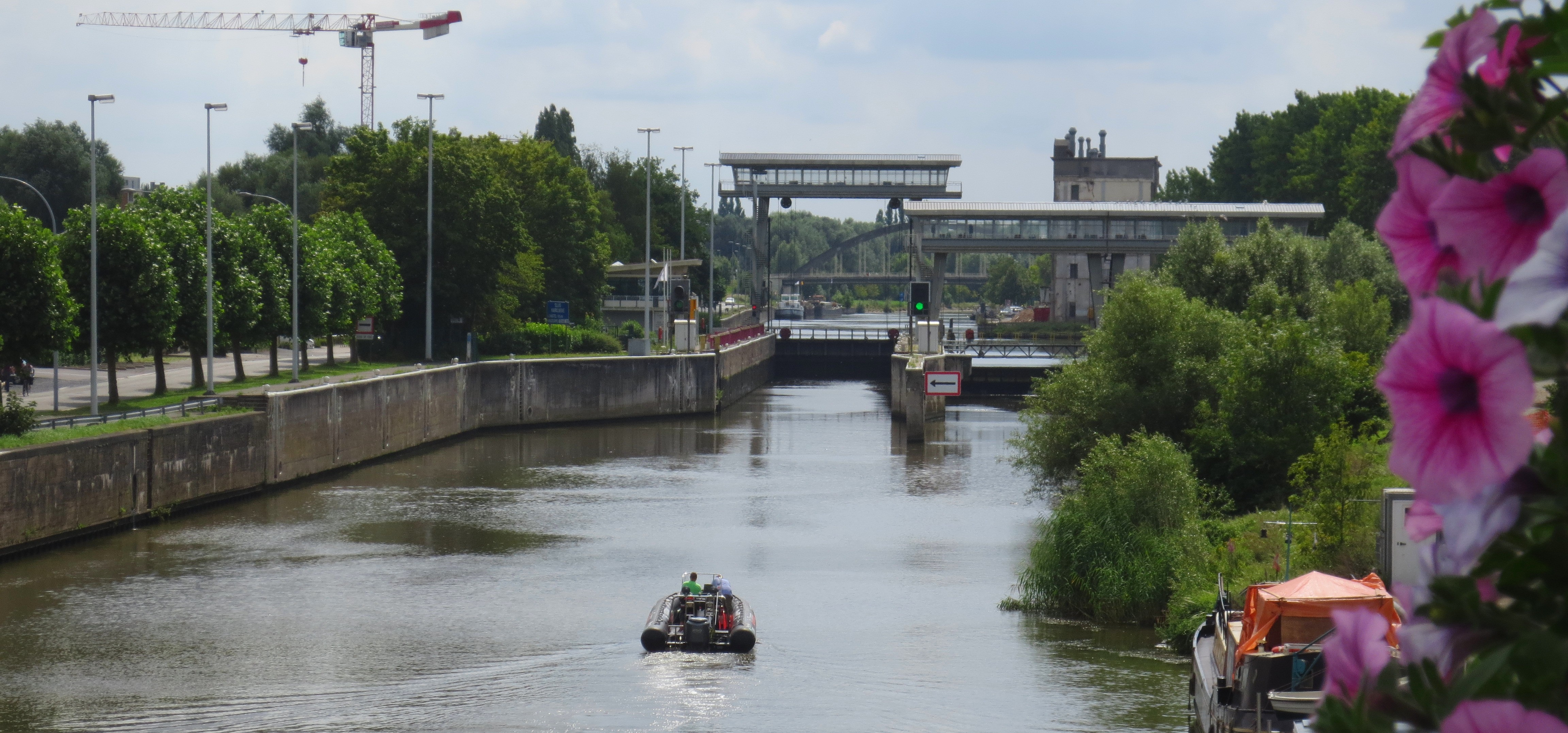
Le barrage-écluse sur la Lys.
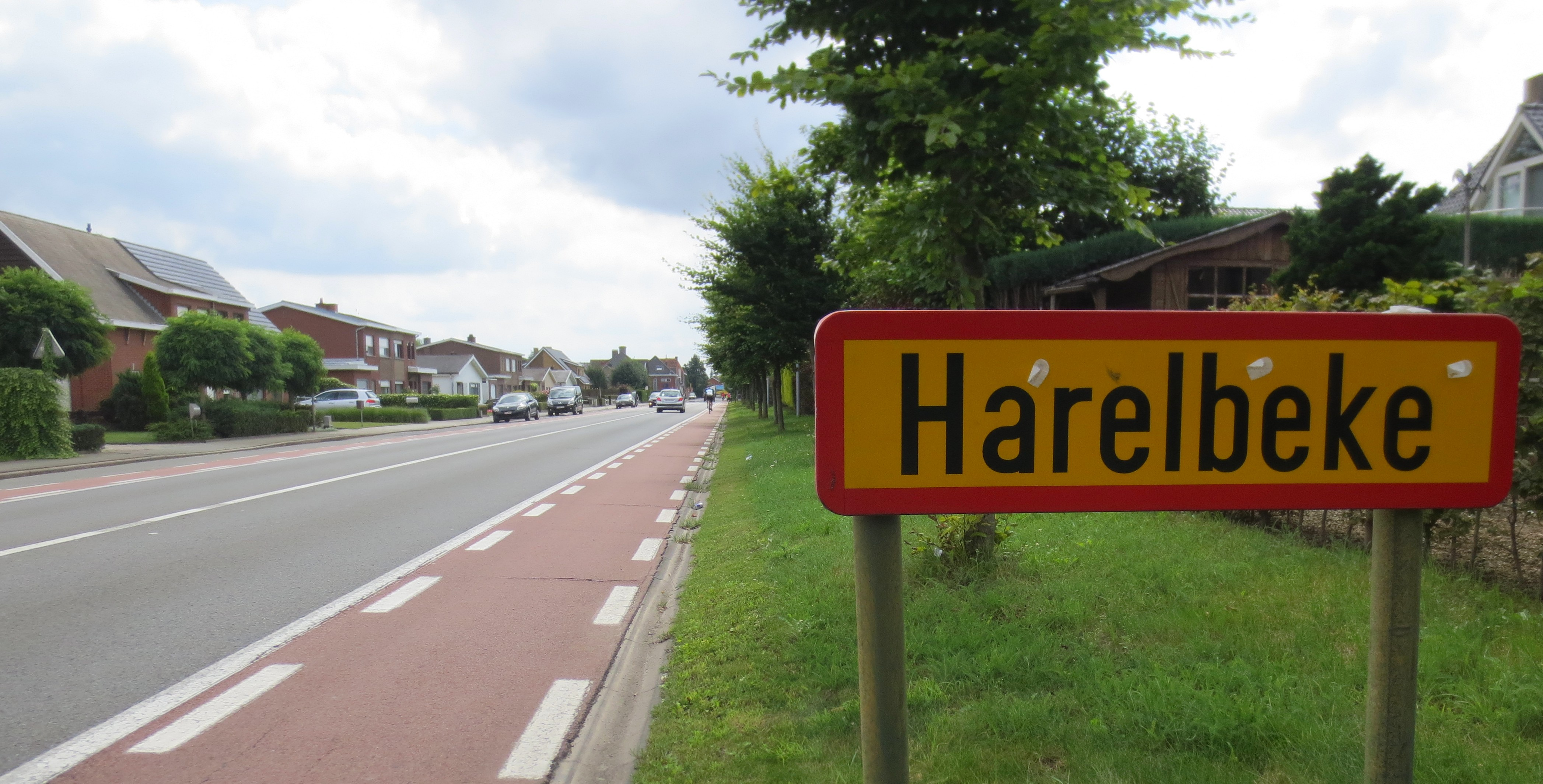
Entrée de ville.
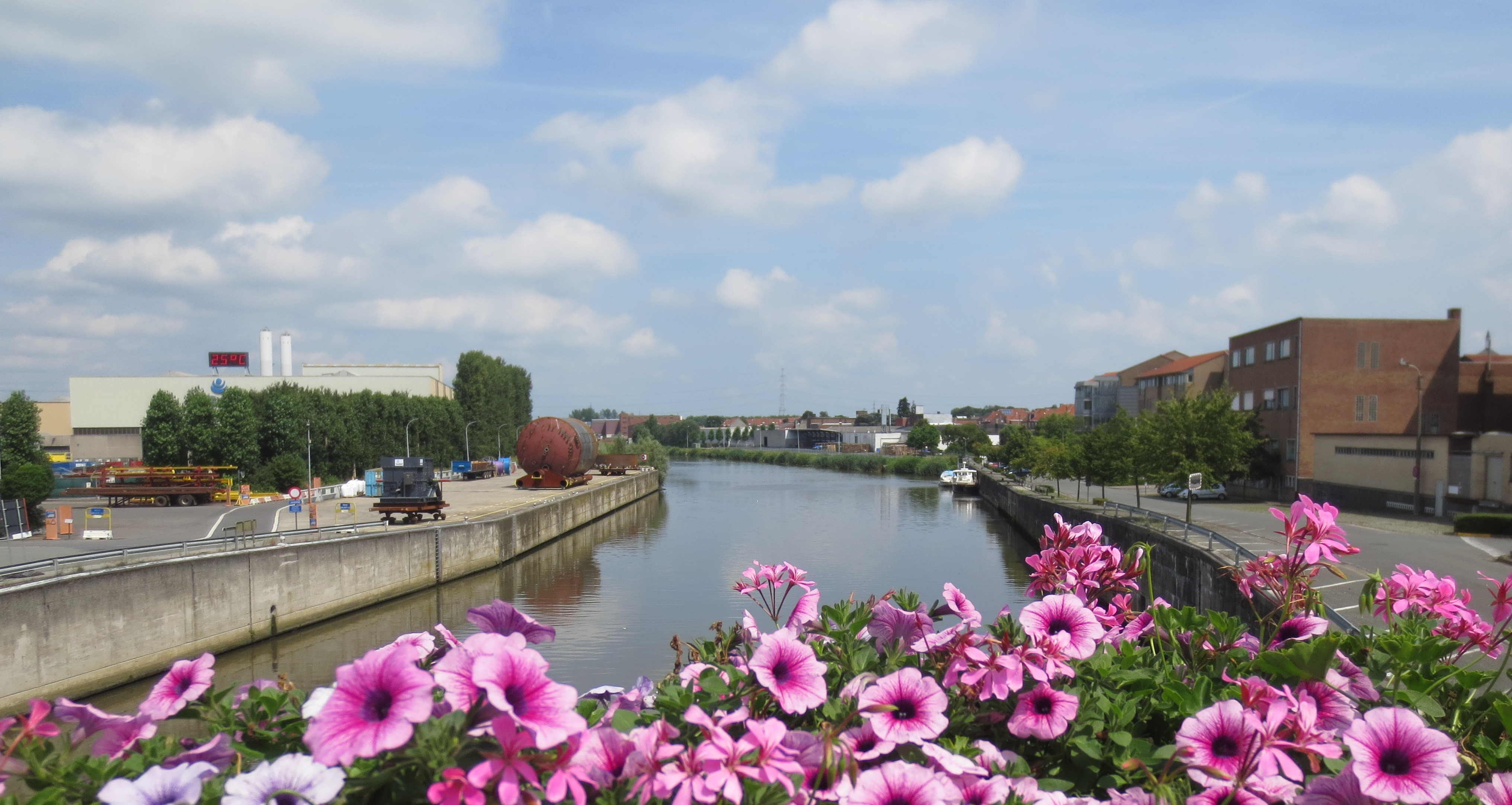
La Lys canalisée.
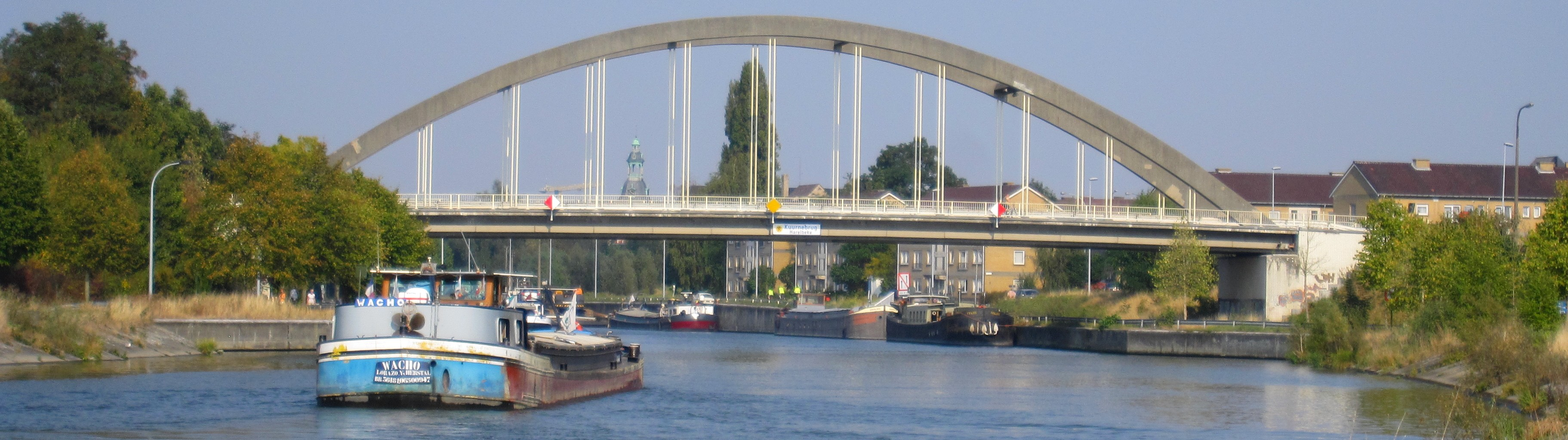
Le pont en arc en béton sur la Lys.